# Mandevilla holosericea
Mandevilla holosericea är en oleanderväxtart som först beskrevs av Sesse och Moc., och fick sitt nu gällande namn av J.K. Williams. Mandevilla holosericea ingår i släktet Mandevilla och familjen oleanderväxter. Inga underarter finns listade i Catalogue of Life.